# Église Saint-Siméon-et-Sainte-Hélène de Minsk
 (janvier 2018).
Si vous disposez d'ouvrages ou d'articles de référence ou si vous connaissez des sites web de qualité traitant du thème abordé ici, merci de compléter l'article en donnant les références utiles à sa vérifiabilité et en les liant à la section « Notes et références ».
L’église Saint-Siméon-et-Sainte-Hélène (en biélorusse : касцёл Святога Сымона і Святой Алены ; en russe : костёл Святого Симеона и Святой Елены, en polonais : Kościół Świętego Szymona i Świętej Heleny ou simplement Czerwony Kościół) est un édifice religieux catholique de l’archidiocèse de Minsk. Elle est appelée aussi l’église rouge et est visible de tout le centre de la ville, car elle se trouve place de l’Indépendance.

## Historique
L’église fut construite entre 1905 et 1910 grâce au soutien financier de l'aristocrate Édouard Voïnilovitch qui a fait don de 100 000 roubles, une somme considérable pour l’époque. L’église est dédiée à saint Siméon et à sainte Hélène, en souvenir de deux enfants décédés du fondateur, qui avaient reçu ces noms au baptême. L’église est ouverte de 1910 à 1932.
En 1932, elle est fermée au culte par les autorités soviétiques et donnée à une troupe théâtrale polonaise. Plus tard elle est transformée en studio de cinéma.
Les Allemands rendent l’église au culte en 1941. La Seconde Guerre mondiale terminée, elle est restaurée pour redevenir un studio de cinéma, puis en 1975, la Maison du Cinéma.
L’église Saint-Siméon-et-Sainte-Hélène est finalement rendue au culte catholique en 1990. Une statue de saint Michel-Archange a été érigée sur le parvis de l’église en 1996 et, en 2000, une cloche est installée dans son clocher, en souvenir des martyrs de Nagasaki.